# Rue du Docteur-Babinski
La rue du Docteur-Babinski est une voie du 18e arrondissement de Paris, en France.

## Situation et accès
La rue du Docteur-Babinski est une voie publique située dans le 18e arrondissement de Paris. Elle débute à la jonction de l'avenue de la Porte-de-Montmartre et de la rue Charles-Schmidt, et se termine à la jonction de l'avenue de la Porte-de-Saint-Ouen et de l'avenue Gabriel-Péri.
La rue a pour particularité d'être située à l'extérieur du boulevard périphérique, les bâtiments qui y sont érigés font partie de Saint-Ouen-sur-Seine.

## Origine du nom

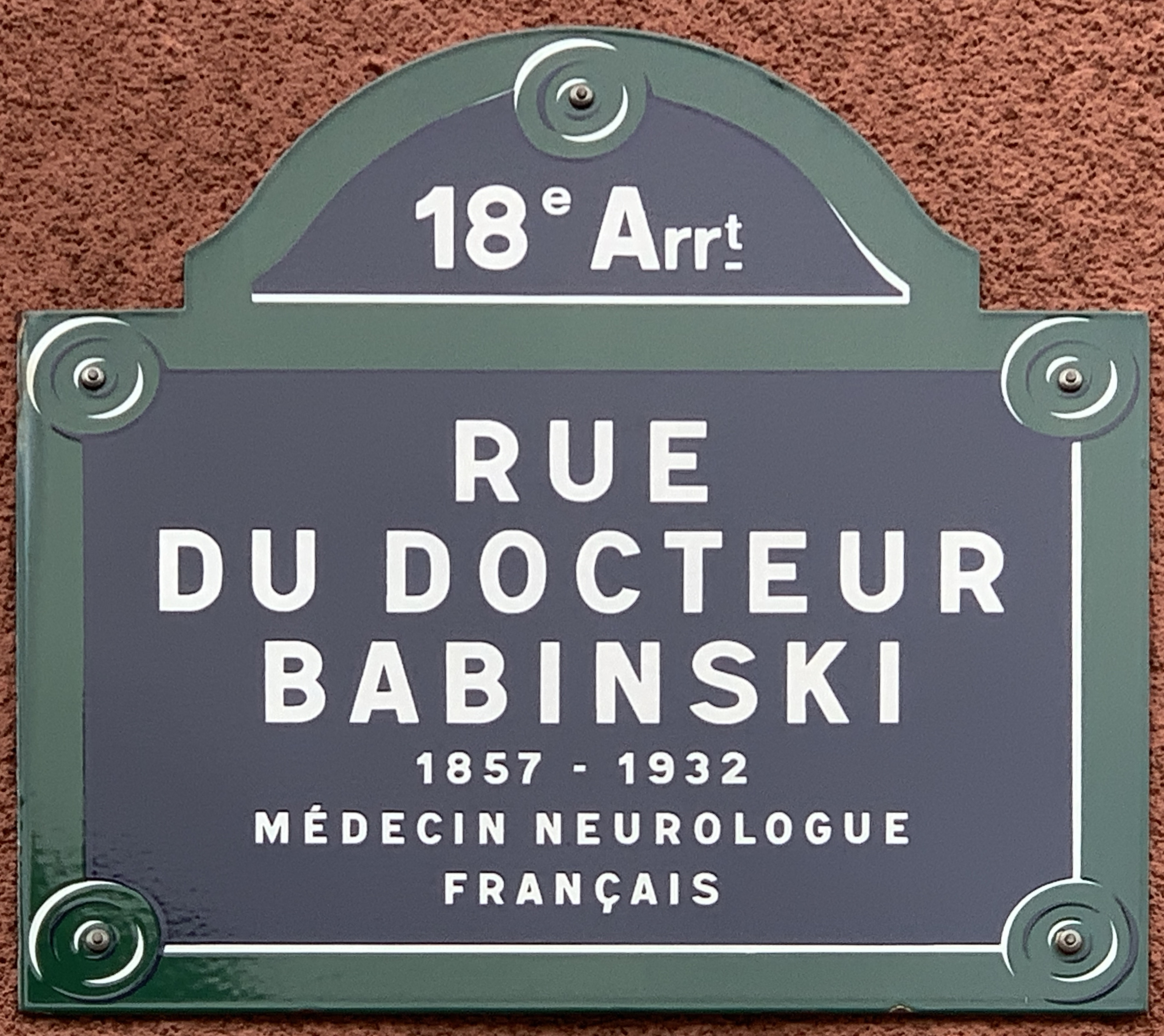
Plaque de la rue.

Elle porte le nom du médecin et neurologue français Joseph Babinski (1857-1932).

## Historique
Cette voie est ouverte en 1946 par la Ville de Paris.
Réaménagée en 1966 lors de la construction du boulevard Périphérique elle est provisoirement dénommée voie X/18 avant de prendre sa dénomination actuelle par un arrêté du 25 avril 1965. 